# Tukker

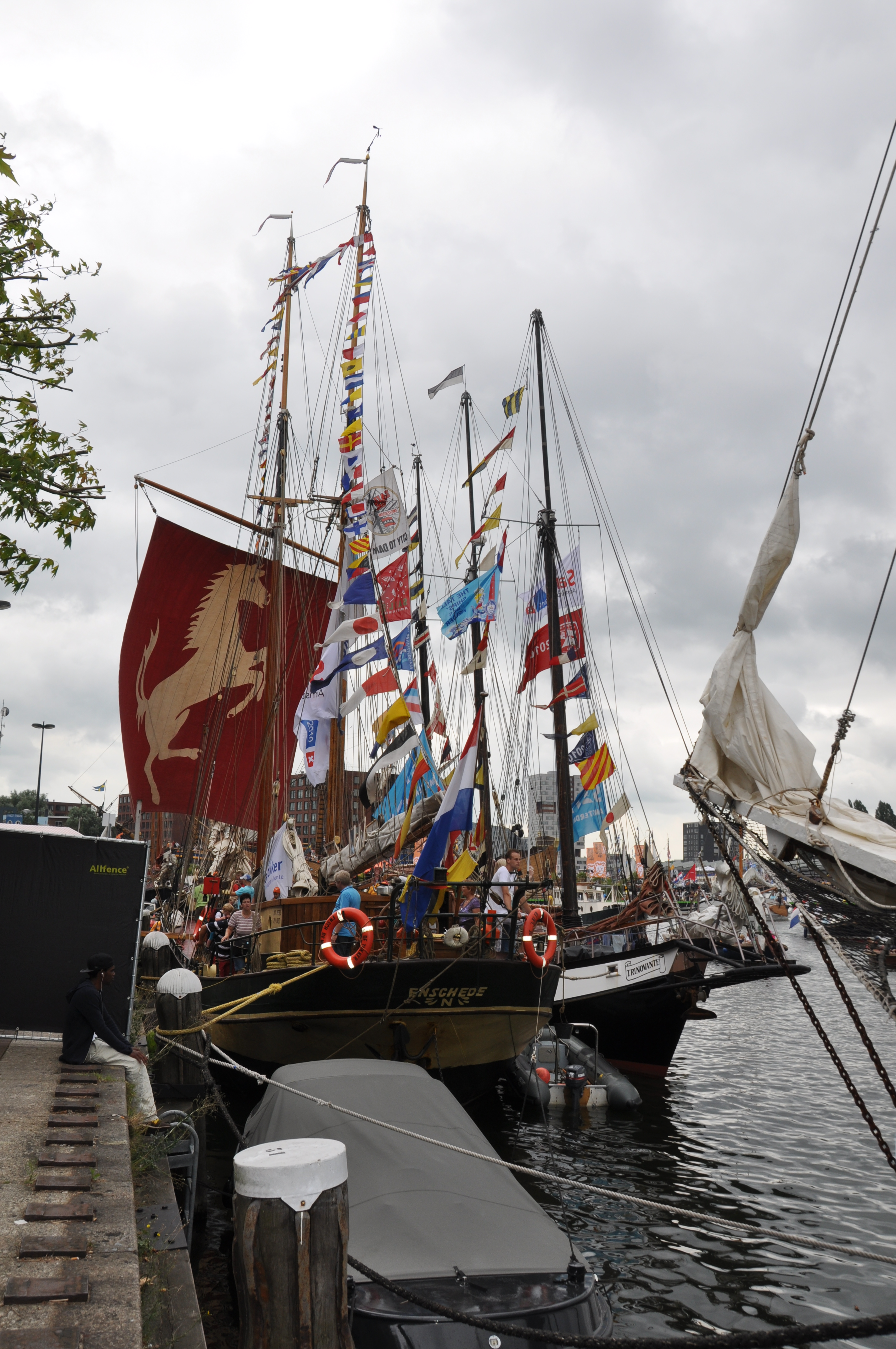
Zeilschip 'De Tukker' uit Enschede

Tukker is de bijnaam die gegeven wordt aan Twentenaren. De aanduiding wordt door veel mensen uit Twente als een geuzennaam gezien. De negentiende-eeuwse katholieke priester, dichter en politicus H.J.A.M. Schaepman noemde zichzelf graag een Tukker, al schreef hij het nog met ‘ck’. Fans van de Enschedese voetbalclub FC Twente gebruiken de term op hun spandoeken.

## Oorsprong
De Twentse taalkundige H.L. Bezoen legde in 1949 een verband met de kneu. In de middeleeuwen was dit een uitgesproken algemeen voorkomende broedvogel van het toen heideachtige, landelijk gebied, die naar het schijnt in het Twents 'tukker' genoemd werd. Het woord kneu komt van het Brabantse 'heikneuter', dat daar de naam van dezelfde vogel was. In het Nederlands is daar de tegenwoordige soortnaam kneu van afgeleid. Dit woord 'heikneuter' zou, volgens Bezoen, pas een scheldwoord voor iemand uit het (Twentse) landelijk gebied worden toen vanaf het begin van de twintigste eeuw zijn voorganger Van Deinse als pleitbezorger van de Twentse 'eigenheid', pleidooien hield om het Twentse 'tukker' voor kneu, als 'geuzennaam' te kiezen voor Twentenaar. 'Tukker' heeft zo de betekenis van 'heikneuter' gekregen. Zelfbewuste Twentenaren discussieerden vanaf het begin van de 20ste eeuw onderling over de vraag of 'Tukker' niet een mooie geuzennaam voor een Twentenaar was. Tegenstanders vonden het woord te veel negatieve associaties hebben, anderen vonden dat het woord juist paste bij het regionalistische streven van na de Tweede Wereldoorlog om Twente een eigen identiteit te geven.
Tukkern een Twents werkwoord, dat "kalm aan doen" of "op je gemak rondrijden" betekent. Het komt in die betekenis vaak voor in G.B. Vloedbelds Twentstalige werk Mans Kapbaarg. Het woord refereert aan de stereotypering van mensen uit Twente die zich niet zo snel druk maken. Deze stereotypen werden in de eerste helft van de 20ste eeuw, evenals eigenaardigheden van talen of dialecten, nog toegeschreven aan genetische aspecten. In Twente meende men van Saksische oorsprong te zijn. Toen hoogleraar agrarische cultuur Bernard Slicher van Bath in 1948 een lezing in Twente gaf over zijn studie naar die achtergronden, en uiteenzette dat niets in de Twent, ook niet hun taal, hen van de gemiddelde Nederlander onderscheidde, reageerde de vooraanstaande Twentse textielbaron en weldoener van de plaatselijke cultuur Jan Herman van Heek met de opmerking dat hij zich "toch Twent voelde."
Een andere verklaring is dat het een afgeleide zou zijn van het woord 'tuk' dat in het Twents broekzak betekent. Wellicht werd ermee verwezen naar de gewoonte om met beide handen in de broekzak over straat te gaan, hetgeen een boerse indruk zou maken. 'Tukker' zou daarmee van oorsprong een weinig vleiende beschrijving zijn.
Afgeleid van het woord Tukker wordt soms naar Twente verwezen als Tukkerland of Tukkerije, waarbij het laatste eerder wordt gebruikt als het om een negatieve associatie gaat.

## Identiteit
Na ruim een halve eeuw strijd voor een eigen identiteit kozen Twentse regionalisten in 1948 voor 'Tukker' als synoniem voor Twent. Het was het formele slotstuk van een beweging die via 1) het noteren van Twentse woorden en gebruiken, 2) het schrijven in het Twents, 3) het ontwerpen van een Twentse vlag en 4) het componeren van een Twents volkslied, het zelfbewustzijn van de Twent en haar Twentse cultuur wilde benadrukken. Omdat de toenmalige Twentse textiel en haar 'textielbaronnen' in deze regionalistische beweging een grote rol speelde, en Thomas Ainsworth uit de Engelse textielstad Bolton (waar de zonen van de Twentse textielbaronnen de Textielschool volgden) er in Twente de basis voor legde, ligt het voor de hand te veronderstellen dat Tukker niet alleen in Engeland maar ook in Twente verbonden raakte met plaatselijke ontwikkelingen in de textielproductie. Bijvoorbeeld via het Twents textielonderwijs. In het begin van de 19e eeuw hadden Engelse deskundigen er weefscholen opgericht en leerlingen moesten er een proeve van bekwaamheid lieten afleggen. Het weven van een kol of kraag was een van de slotopdrachten. Juist deze kledingstukken heetten in het Engeland van toen een 'tucker’. Bezoen legde in 1949 misschien niet voor niets uit dat de naam Tukker voor Twent, zowel het landelijke karakter van de Twent benadrukte (via de kneu of 'tukkertje'), als "Twentes moderne energie-ontplooiing”. 

## Familienaam
Tukker is bovendien een Nederlandse en Engelse achternaam. Deze werd in Nederland tot in de 19e eeuw als 'Tucker' geschreven. De eerst bekende Tuckers in Nederland zijn de broers Jan en Willam (die) Tucker. Zij wonen vanaf 1358 in Honswijk aan de noordzijde van de Lek, waar zij een 'waard' pachten van de Heren van Culemborg. In diezelfde tijd verkoopt in mei 1368 een Jan Tucker in Breda zijn huis aan de Haagdijk aan zijn huurder. Van Hubrecht Tucker uit Hagestein is een zegel bekend drie molenijzers, ook (2,1), dat hij in 1442 gebruikte. Jan Tucker, schepen van Hagestein zegelt in 1500 met drie schoorsteenhalen, het zegel dat tot in het laatste kwart van de 17e eeuw is gebruikt als hun familiezegel. Van Frederik Coenen Tucker, buurmeester van Buurmalsen, is een derde familiezegel bekend uit 1633. Het is beschreven in de Collectie Muschart, bij het CBG raadpleegbaar. Zijn broer Jan Coenen gebruikte in 1648 nog het wapen met de schoorsteenhalen. De Tukkers die vanaf de 17e eeuw uitwaaieren in oostelijke richting naar de Betuwe, naar het noorden (Utrecht/Amsterdam) en het westen (Alblasserwaard en Zuid-Holland) hebben allen Hagestein en Vianen als oorsprong. De familienaam komt pas in de 18e eeuw voor in het noorden (Genemuiden). Ook in Twente is ze niet inheems, zoals Bezoen al in 1949 schreef.
De herkomst van deze familienaam ligt dus niet in Twente. Wel is er waarschijnlijk een relatie met het Oudnederlandse tuc, dat plukken of steken betekent. Vanuit het Oud-Engels -zeer verwant aan het Oudnederlands uit het westen van Nederland en Vlaanderen- is dit tuc verbonden geraakt met de wol- en weefindustrie. Als tucker in de betekenis van 'voller', oftewel iemand die wol uiteenplukt en weer in elkaar slaat (in het Oud-Engels tucian, ofwel folteren van wol tot Engels laken)  wordt het gaandeweg synoniem voor beroepen in de lakenindustrie in Zuid-Engeland. Zie hiervoor ook Tuckers Hall Exeter, door dr. Joyce Youings (1968) uitgave van de Universiteit van Exeter. 
Dat de naam in Engeland al in 1066 Het Kanaal overstak met Willem de Veroveraar, die een groot contingent Vlaamse troepen met zich meenam, berust op speculatie. Wel zouden leden van de stam Cives Tuihanti, waarmee de Tubanters/Twenten bedoeld zouden zijn, al in de 3e eeuw na Christus in Engeland aan de zijde van de Romeinen hebben  gevochten. Nog bestaande altaarstenen bij de Muur van Hadrianus zouden daarvan getuigen. Toch is het hoogst onwaarschijnlijk dat de naam Tucker van deze stamnaam is afgeleid: in het Doomsday Book of Records, in 1086 opgesteld, komt de naam niet voor, niet onder de nieuwe dorpshoofden en lords, noch onder de oude. Evenmin staan er woorden, namen of plaatsnaam in die lijken op tuc of afleidingen hiervan. De eerste traceerbare aanwijzing voor het gebruik van het woord komt een kleine anderhalve eeuw later naar voren. In relatie tot de lakenindustrie bij Exeter, Devon blijkt tucker in de 12e en 13e eeuw een beroepsnaam, later een eigennaam, aldus dr. Joyce Youings. 

## Tuk
Een inwoner van het dorp Tuk (gemeente Steenwijkerland) wordt ook een Tukker genoemd.